# Klas (entreprise)
Pour les articles homonymes, voir Klas.

Klas, sous forme complète Klas d.d. Sarajevo, est une entreprise de l'industrie agroalimentaire bosnienne. Elle est spécialisée dans les produits de boulangerie, pâtisserie et biscuiterie. L'entreprise est cotée à la bourse de Sarajevo (SASE) (en). Il s'agit d'un des principaux acteurs de ce secteur au sein de l'ex-Yougoslavie.

## Histoire

### Origines

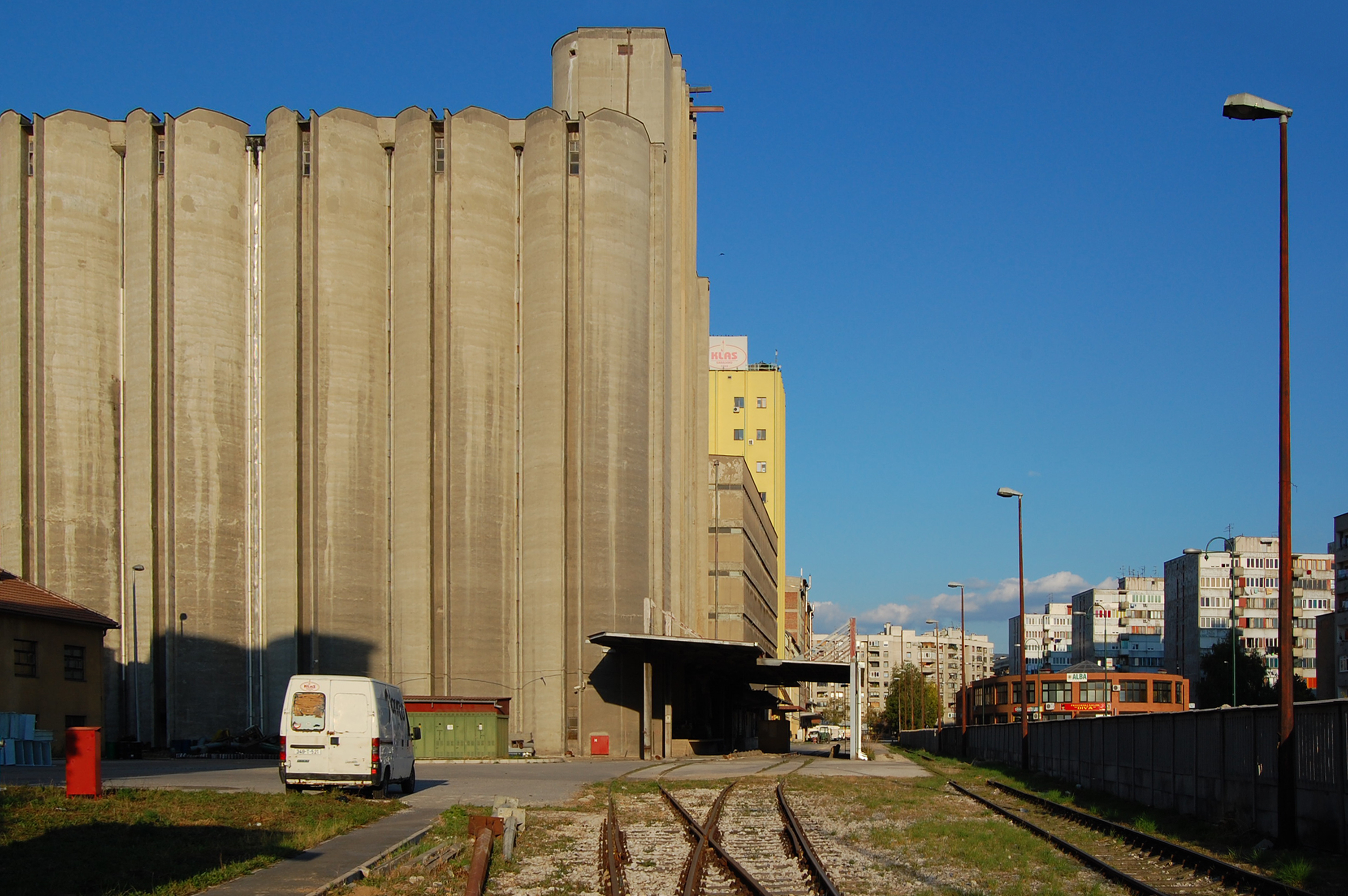
Usine Klas à Sarajevo.

La première usine de gâteaux Klas ouvre en 1902. Elle a alors une capacité quotidienne de production de 60 T. Dans les années 1950, les modifications de l'usine ont permis de doubler la capacité, passant à 120 T.
En 1952, l'usine de Velepekara est construite. En 1972, une nouvelle usine ouvre, réputée comme la plus moderne de Yougoslavie. Elle produit des biscuits et des roulés suisses. En 1976, une usine est achetée par Klas. Construite en 1948 sous le nom de « Bosanska », elle prend alors le nom actuel de « Sarajka ». Ces croissances et extensions successives permettent à Klas d'atteindre une production quotidienne de 240 T.
En 1980, une nouvelle ligne de production est mise en service, pour des biscuits pour le thé. Puis en 1987, une nouvelle ligne permet à Klas de se lancer dans la production de gaufrettes. En 1991, Klas compte 23 unités de production, dont 22 en Bosnie-Herzégovine — Sarajevo, Olovo, Visoko, Konjic, Kakanj, Ustikolina, Brčko, Bijeljina, Srebrenica, Rogatica, Goražde, Vlasenica, Srebrenik, Ilidža[Lequel ?], Soko, Foča[Lequel ?], Bratunac, Višegrad, Orašje[Lequel ?], Derventa, Gradačac, Rudo —  et une au Monténégro à Pljevlja; elles emploient alors 2 200 personnes.
Pendant la guerre de Bosnie-Herzégovine, la production de Klas ne s'arrête pas ; les usines produisent plus de 150 millions de paquets de biscuits, qui participent au ravitaillement des populations, notamment lors du siège de Sarajevo. Les dommages causés par la guerre aux différents intérêts de Klas sont évalués à 17,55 millions de MK, et 27 employés de Klas ont été tués lors du conflit.

### Après la guerre de Bosnie
Après guerre, en 1996, Klas redémarre son activité en renouvelant sa flotte de véhicules, 80 camions, et ouvre une nuée de petites boulangeries à travers le pays pour se lancer dans la vente au détail. En 1997, Klas fonde une nouvelle usine dans le but de pouvoir intégrer dans la fabrication des produits dérivés de plantes et de fruits. Et en 1998, de nouveau silos sont construits. En 1999, la minoterie d'Olovo est rénovée, lui permettant désormais de traiter, en plus du blé, le seigle, l'orge et le maïs.
En 2000, Klas ouvre à Sarajevo le « Klas Centar », rassemblant sur 14 000 m2 des entrepôts, du libre-service de gros, un supermarché, et café, et s'ajoute en 2002 une pâtisserie de détail, « Kalea ».
En 2001, le réseau de points de vente au détail compte 50 unités. En 2002, la capacité de production de Klas a de nouveau doublé, atteignant 450 T par jour. L'usine « Velepekari » reçoit de nouvelles lignes de production, permettant à Klas d'agrandir sa gamme avec des beignets, des petits pains, et des feuilletés.

### Internationalisation

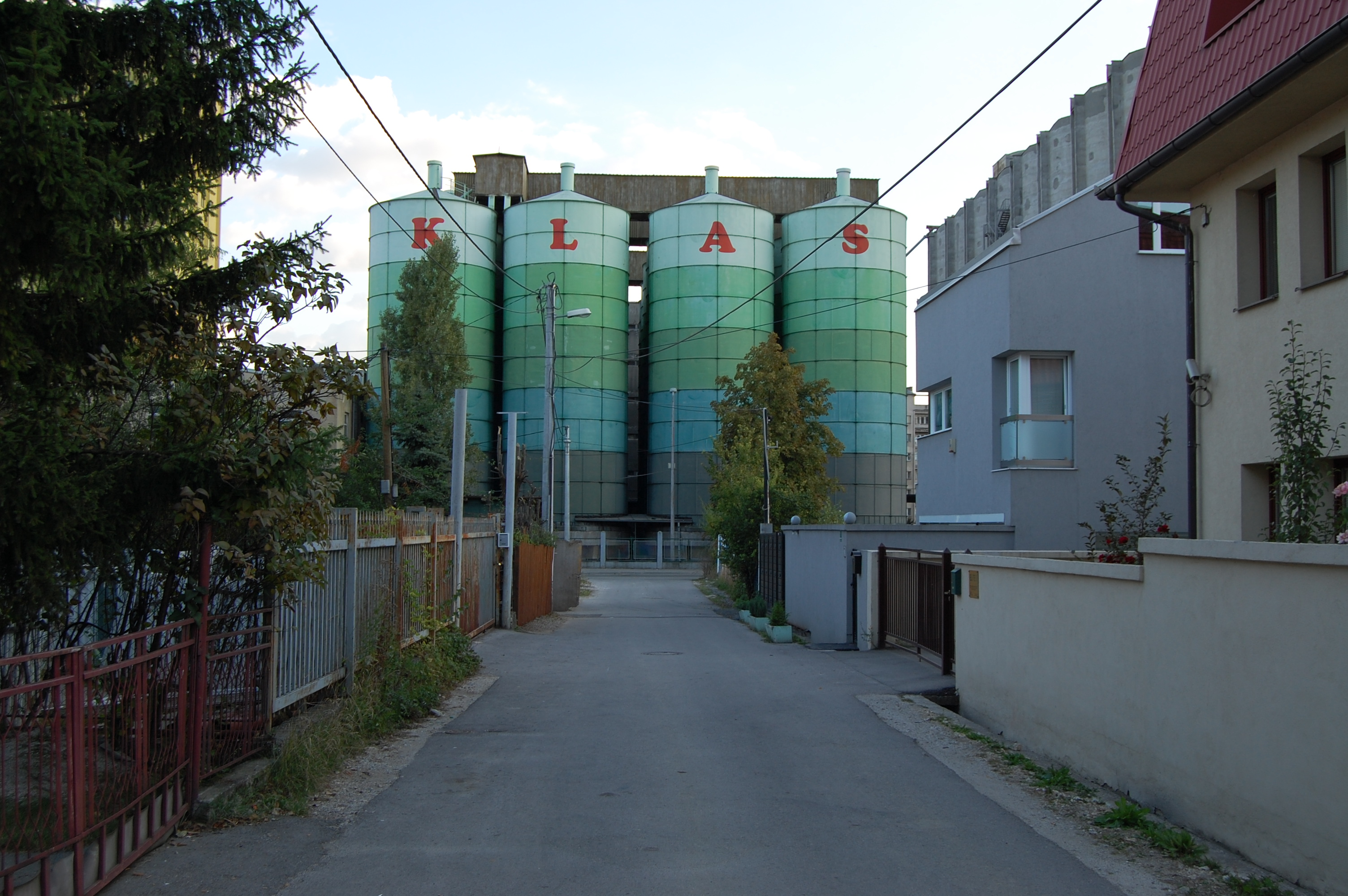
Des silos de Klas.

À partir de 2002, Klas oriente une partie de sa production à l'exportation. Klas entre en bourse au SASE (en).
Le 1er juillet 2013, Klas fête ses 100 années d'existence. Cette année-là est une année de renouveau pour Klas, qui ouvre ses gammes, les diversifient, crée de nouveaux parfums. Klas remporte une médaille d'or au premier salon national des thés et tisanes. Et l'entreprise construit un entrepôt frigorifique à Blažuj, capable de maintenir en congélation 1 500 T de compotes de fruits. L'entreprise est certifiée ISO 9001:2000 et HACCP par TÜV Bayern.
En 2004, Klas met en service une unité d'emballage automatique, améliorant sa productivité. Par ailleurs, Kras lance dans son « Klas Centar » sa ligne bio, baptisée « Fit ». Et l'entreprise ouvre un centre commercial, « Klas Centar Banja Luka », à Banja Luka, employant 35 personnes ; d'autres commerces dans la région emploient 50 personnes supplémentaires. Puis en 2005, Klas ouvre son troisième centre commercial, « Klas Centar Mostar », à Mostar ; sur 4 000 m2, comme à Sarajevo, l'établissement regroupe entrepôts, libre-service de gros, et vente au détail, employant 40 personnes. En 2006, Klas est certifié ISO 14001. En 2009, Klas est certifiée halal par l'agence de Bosnie-Herzégovine de certification de la qualité halal, attestant du fait que plus de 90 % des productions de Klas sont aux standards halals.
En 2007, Klas et le Milan AC collaborent pour l'organisation du « Milan Junior Camp », rassemblant plus de 300 jeunes de toute la Bosnie-Herzégovine.
En 2014, un groupe de Jelah[Lequel ?], AS Group, acquiert 43 % de Klas, pour 14,235 millions de MK. AS Group devient dès lors la première entreprise du secteur agroalimentaire de Bosnie-Herzégovine, et la cinquième d'ex-Yougoslavie. 